# 파페 디우프
파페 디우프(Pape Diouf, 1951년 12월 18일 ~ 2020년 3월 31일)는 세네갈의 언론인·축구 에이전트이다. 2005년에서 2009년까지 올랭피크 드 마르세유 회장을 맡았다.
파페 디우프의 부모는 세네갈 사람으로, 파페를 낳은 뒤 곧 세네갈로 이주했다.
디우프는 18세 때 마르세유로 이주하였으며 차드 · 세네갈 · 프랑스 시민권을 가졌다.
언론사인 라 마르세예즈의 신문기자로 시작하여 올랭피크 드 마르세유를 취재하였다. 이후 스포츠 에이전트가 되었다.
2005년에 마르세유 구단의 회장이 되었는데, 흑인이 유럽 1부 축구 구단의 회장이 된 것은 사상 최초였다.
2020년 세네갈에서 코로나19로 사망했다. 그는 세네갈에서 알려진 최초의 코로나19 희생자였다.